# Cindy Meston
Cindy May Meston es una psicóloga clínica canadiense, profesora de la Universidad de Texas en Austin y directora del Laboratorio de Psicofisiología Sexual, conocida por su investigación sobre el orgasmo en la mujer.

## Biografía

### Primeros años y educación
Nació en Columbia Británica, Canadá, y posee ciudadanía estadounidense.
En 1991 Meston recibió una licenciatura en psicología, en 1993 una maestría en psicología clínica, y en 1995 un doctorado en psicología clínica, todos ellos en la Universidad de Columbia Británica.

### Carrera
Es la coautora (con el psicólogo evolucionista David Buss) de Why Women Have Sex («¿Por qué las mujeres tienen sexo?»). A través de entrevistas a 1006 mujeres, identificaron 237 razones por las que las mujeres tienen relaciones sexuales, la mayoría de las cuales «tienen poco que ver con el romance o el placer».
Debido a sus investigaciones, en 2016 fue nombrada como una de las 100 mujeres de la BBC.